# Stanisław Dolny
Stanisław Dolny is een dorp in de Poolse woiwodschap Klein-Polen. De plaats maakt deel uit van de gemeente Kalwaria Zebrzydowska.